# Giovanni Perez
Giovanni Perez (Palermo, 25 novembre 1873 – 1959) è stato un medico e politico italiano.
Nel 1939 fu nominato senatore del Regno d'Italia.